# TED
TED (Technology, Entertainment, Design)는 미국의 비영리 재단에서 운영하는 강연회이다. 정기적으로 기술, 오락, 디자인 등과 관련된 강연회를 개최한다. 최근에는 과학에서 국제적인 이슈까지 다양한 분야와 관련된 강연회를 개최한다. 강연회에서의 강연은 18분 이내에 이루어진다. 이 강연 하나하나를 'TED TALKS'라 한다. "알릴 가치가 있는 아이디어"(Ideas worth spreading)가 모토이다.
TED는 미국뿐만 아니라 유럽, 아시아 등에서도 개최하고 있으며 TEDx란 형식으로 각 지역에서 약 20분 정도의 독자적인 강연회를 개최하기도 한다. 1984년에 TED가 창립된 이후 1990년부터 매년 개최되었으며 특히 TED 강연회와 기타 다른 강연회의 동영상 자료를 2006년부터 웹사이트에 올려 많은 인기를 끌었다.
초대되는 강연자들은 각 분야의 저명 인사와 괄목할 만한 업적을 이룬 사람들이 대부분인데 이중에는 빌 클린턴, 앨 고어 등 유명 인사와 노벨상 수상자도 많이 있다.
현재 TED를 이끄는 기획자는 크리스 앤더슨으로 전직 컴퓨터 저널리스트이자 잡지 발행자였으며 새플링 재단에 속해 있다. 2005년부터는 매년 3명의 TED상이 수여되는데 '세상을 바꾸는 소망'을 가진 이들에게 수여된다.(2010년부터는 1명에게 수여)

## 배경
TED의 운영조직은 뉴욕과 밴쿠버에 있으며 2009년까지는 캘리포니아 주의 몬트레이에서 매년 TED를 개최하였다. 2010년부터는 급격히 늘어난 참가자 수로 인해 TED는 롱비치에서 열리게 된다. 다른 지역에서 개최되는 강연회로는 TEDGlobal이 있으며 2009년에는 영국 옥스포드에서 열렸다. 이외 TEDIndia가 2009년 인도 미소레에서 개최되었다.

## 웹사이트
TED의 웹사이트에는 2200건이 넘는 강연이 무료로 공개되어 있으며 1,500만 명의 사람들이 1억 번 이상 조회를 하였다. (2009년 4월) 보통 영어로만 되어 있는 강연 비디오는 전국에 있는 약 23,000명의 자원봉사자(2011년 8월)들이 각자의 언어로 번역하여 제공하고 있다. 현재 한국어로 2016개의 강연이 번역되어 있다. (2016년 6월)

## TED상

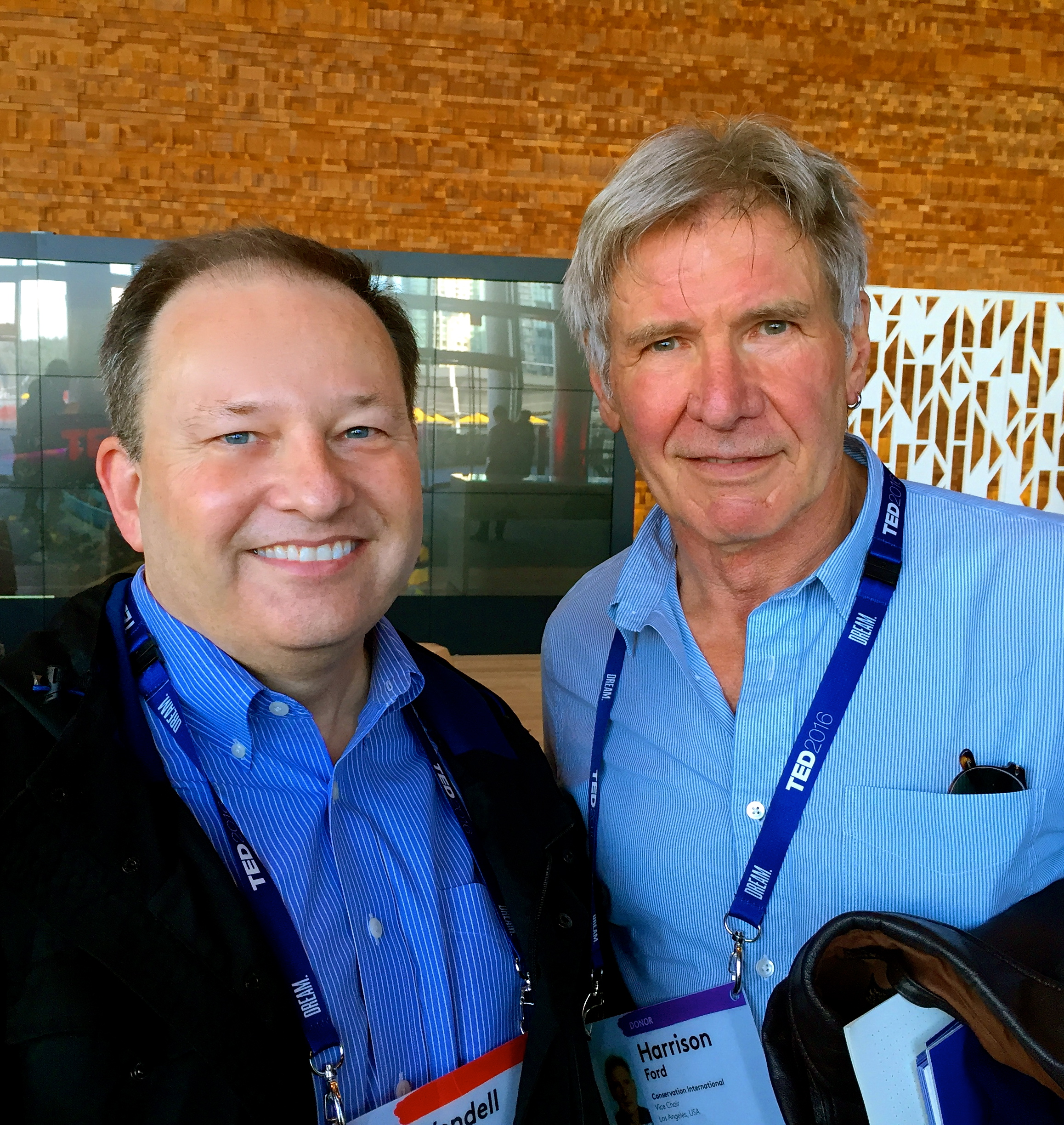
찾아온 밴쿠버, 캐나다에서TED 2016에서 웬델 브라운과 해리슨 포드

TED상은 2005년부터 수여되기 시작했다. 상금 10만 달러를 수여하며, 수상자는 세상을 바꾸는 소원 하나를 말할 수 있다. TED에서는 TED상 수상자의 소원을 이루는 아이디어들을 모으기도 한다.
보통 강연회에서 발표되지만 2010년 수상자 제이미 올리버는 미리 발표되었다. 2009년까지는 3명에게 수상했고, 2010년부터는 소원을 실현하는 데 집중하기 위해 1명에게 수상하는 것으로 줄였다.

### 역대 수상자
- 2005년 : 보노, 에드워드 버틴스키, 로버트 피쉘
- 2006년 : 래리 브릴리언트, 예한 노야임, 카메론 싱클레어
- 2007년 : 빌 클린턴, 에드워드 오스본 윌슨, 제임스 나흐웨이
- 2008년 : 닐 투록, 데이브 에거스, 카렌 암스트롱
- 2009년 : 실비아 얼리, 질 타르터, 호세 안토니오 아브레우
- 2010년 : 제이미 올리버
- 2011년 : JR
- 2012년 : 도시 2.0
- 2013년 : 수가타 미트라

## 프로그램

### TED 펠로우
TED 펠로우십 프로그램은 자기 분야를 개척하는 사람들과 세상을 개혁하고자 하는 사람들 중 비범한 성취나 용기를 보여준 사람을 선정하는 프로그램이다.

### TEDx
미국에서 열리는 TED, 영국에서 열리는 TED글로벌과 달리 TEDx는 지역적이고 스스로 조직된 TED 형식의 행사를 의미한다. 즉, 사람들과 TED스러운 경험(TED-like experience)을 나누기 위한 행사이다. TEDx에서 x는 독립적으로 조직된 TED행사를 의미한다.
TEDx를 개최하기 위해서는 다음과 같은 조건들을 만족해야 한다.
- TEDx 행사를 주최하기 위해서는 TED 측에 라이선스를 신청한 후, 행사를 추가 등록하여야 한다. 또한 행사에 관해 라이선스에 등록된 이름을 사용해야 한다.
- 공식 TED 콘퍼런스에 참석하지 않은 라이선스 취득자는 100명 이하의 TEDx 행사를 주최할 수 있는 권한으로 제한된다.
- TEDx는 하루 동안만 열 수 있고, 라이선스 하나에 한 번만 열 수 있다.
- 라이선스 취득자는 라이선스를 지정한 도시에 살아야 한다. 또한 라이선스에 등록된 지역에 한해서 행사를 열 수 있다.
- 참가비는 개최 비용을 충당하는 명목으로만 100달러 이하로 받을 수 있다.
- 행사에서는 TED의 소개영상과 미리 나온 TEDTalks 3개이상 틀어야 한다.
- "TED"가 아니라 "TEDx"로 소개해야 한다.
- 웃음을 동반해야 한다.

### TEDMED
TEDMED는 건강 및 의학 관련 연간 회의이다. 비영리 TED 회의의 라이센스하에 운영되는 독립적인 행사로 분류된다.

## 어플리케이션
TED 모바일 어플리케이션이 존재한다. 강연 시청뿐만 아니라 다양한 팟캐스트를 청취할 수 있다. 내부 기능으로 시청기록 및 좋아요, 내 목록등이 있다.

## 같이 보기
- 세바시 - 한국어판 자기 개발 강의